# Mein Traum bist Du
Mein Traum bist Du ist eine US-amerikanische Musicalkomödie aus dem Jahr 1949 von Michael Curtiz mit Jack Carson und Doris Day in den Hauptrollen. Der Film ist ein Remake des 1934 von Ray Enright gedrehten Films Twenty Million Sweethearts. In einer Traumsequenz wurden Real- und Animationsszenen kombiniert. Die Animationen mit Figuren von Warner Bros. wurden von Friz Freleng inszeniert.

## Handlung
Der Sänger Gary Mitchell will seinen Vertrag mit Felix Hofer, Macher der Radiosendung Enchanted Hours, nicht verlängern, was seinen Agenten Doug Blake verärgert. Da Doug nicht mit Gary weiter zusammenarbeiten will, macht er sich auf die Suche nach einem Ersatz. Dougs Chef Thomas Hutchins fleht Doug an, Gary jeden Wunsch zu erfüllen, wenn er mit Hofer einen neuen Vertrag abschließt. Statt sich zu fügen, kündigt Doug.
In New York sucht Doug weiter. Im Radio hört er Martha Gibson, die bei einer Radiostation Platten wechselt und dabei vor sich hinsingt. Da Martha singt, an Stelle Platten zu wechseln, wird sie gefeuert. So verpasst sie Doug, der zur Radiostation eilt. Endlich treffen die beiden aufeinander, und Martha willigt ein, eine Gesangskarriere zu starten. Dazu muss sie mit Doug nach Los Angeles. Ihren Sohn Freddie lässt die verwitwete Martha bei seinem Onkel Charlie.
In Los Angeles singt sie bei Felix Hofer vor, der jedoch mit ihrem peppigen Jazzgesang nichts anfangen kann. Gary fühlt sich von Martha angezogen und lädt sie zum Essen ein. Doug will Martha zu einem Star machen. Er verschafft ihr ein Zimmer in der Wohnung von Hutchins Sekretärin Vivian Martin. Martha findet einen Job in einem Nachtclub, kündigt aber schnell wieder. Später bringt Doug Freddie nach Los Angeles, ein weiterer Mitbewohner für die irritierte Vivian. Er hört wie Martha ihrem Sohn etwas vorsingt. Ihm wird klar, dass Marthas Stärke nicht im Jazz, sondern in Balladen liegt. Doug braucht Geld, um Martha ein Vorsingen zu ermöglichen, also verkauft er kurzerhand Vivians Auto. Er kann einen Termin bei Hofer arrangieren, doch der taucht nicht auf. Gary lädt Martha zu einer Party ein, bei denen Agenten und Sponsoren anwesend sind. Doug kann sich einschleichen und ermöglicht Martha einen Vortrag. Dazu kommt es aber nicht, weil zwischen Doug und Gary ein handfester Streit entsteht.
Eines Abends ist Gary zu betrunken, um in der Radiosendung aufzutreten. Martha ersetzt ihn. Hofer hört ihrem Gesang und feuert Gary. Martha hat sich in Gary verliebt und will ihn trösten, doch der ist nicht auffindbar. Später macht ihr Doug einen Antrag, den sie ablehnt, weil sie immer noch Gary liebt. Gary taucht wieder auf und Doug bittet Hutchins erfolglos ihn wieder unter Vertrag zu nehmen. Doug kann Gary an einen Nachtclub vermitteln. Allerdings ist Gary sehr nervös, so dass Martha zu ihm auf die Bühne steigt. Zusammen wird ihre Vorstellung ein Erfolg. Martha sieht ein, dass Gary selbstsüchtig und egoistisch ist, Doug dagegen liebevoll und großzügig. Sie gesteht, dass sie Dougs Liebe erwidert.

## Produktion

### Hintergrund
Gedreht wurde der Film vom 29. März bis Mitte Juni 1948 in Los Angeles, am Long Beach Airport, auf der Iverson Movie Ranch in Chatsworth sowie in den Warner-Studios in Burbank.
In einer TV-Dokumentation der BBC im Jahr 1995 besprach der Regisseur Martin Scorsese den Film ausführlich und wies darauf hin, dass die Geschichte einen großen Einfluss auf seinen 1977 entstandenen Film New York, New York hatte.

### Stab
Robert M. Haas und Bertram Tuttle waren die Art Directors, Milo Anderson der Kostümbildner. Douglas Shearer war für den Ton verantwortlich. Als Produktionsmanager arbeitete Al Alleborn.

### Besetzung
In kleinen nicht im Abspann erwähnten Nebenrollen traten Iris Adrian, Robert Carson, James Flavin, Hank Mann, Marion Martin, Harold Miller, Hans Moebus, Joan Vohs und Leo White auf.
Einen Cameo-Auftritt hatten die Bandleader Ada Leonard und Frankie Carle.
Bugs Bunny und Tweety wurden in der Originalfassung von Mel Blanc gesprochen.
Für Edgar Kennedy war es die letzte Filmrolle. Er starb am 9. November 1948, fünf Monate vor der Uraufführung des Films.

### Musik
Der musikalische Direktor war Ray Heindorf.
Im Film wurden folgende Stücke gespielt:
- My Dream Is Yours, Tick, Tick, Tick, Someone Like You und Love Finds a Way von Harry Warren und Ralph Blaine
- I'll Sing You a Thousand Love Songs von  Harry Warren
- Freddie Get Ready von Harry Warren und Ralph Blaine basierend auf den Ungarischen Rhapsodien von Franz Liszt
- Cuttin' Capers von Ralph Blaine, basierend auf Canadian Capers von Gus Chandler, Bert White und Henry Cohen
- I'll String Along with You und With Plenty of Money and You von Harry Warren und Al Dubin
- You Must Have Been a Beautiful Baby und Jeepers Creepers von  Harry Warren und Johnny Mercer
- Nagasaki von Harry Warren und Mort Dixon

## Synchronisation
Die deutsche Synchronfassung entstand nach einem Dialogbuch von Bert Grund bei der Ultra-Film in Berlin. Die Dialogregie führte Alfred Vohrer.
| Rolle         | Schauspieler | Deutscher Synchronsprecher |
| ------------- | ------------ | -------------------------- |
| Doug Blake    | Jack Carson  | Peter Pasetti              |
| Martha Gibson | Doris Day    | Tina Eilers                |
| Gary Mitchell | Lee Bowman   | Curt Ackermann             |
| Vivian Martin | Eve Arden    | Eva Eras                   |

## Veröffentlichung
Die Premiere des Films fand am 15. April 1949 in New York statt. In der Bundesrepublik Deutschland kam er am 5. Juni 1951 in die Kinos, in Österreich am 10. August 1951.

## Kritiken
Der Filmkritiken-Aggregator Rotten Tomatoes hat in einer Auswertung ein Publikumsergebnis von 41 Prozent positiver Bewertungen ermittelt.
Das Lexikon des internationalen Films schrieb: „Naive Musikkomödie.“
Die Filmzeitschrift Cinema befand: „Nicht der beste, aber ein unterhaltsamer Film der heute 80-jährigen Doris Day. Die Komödie von Michael Curtiz ist vor allem wegen einer Tanzszene mit Bugs Bunny erinnerungswürdig. Zwei Hasen tanzen super!.“
Das Portal film.at bezeichnete den Film als heiter-beschwingten Musikfilm.
Der Kritiker der The New York Times urteilte, das einzig Neue sei die Animationsequenz. Doch auch dieses Intermezzo sei eher jahreszeitlich angemessen als einfallsreich und es dauere nicht lang genug, um die Aufmerksamkeit von der traurigen Tatsache abzulenken, dass der Film uninteressant sei.
Die Variety sah keine Überraschungen in der Geschichte, jedoch seien die bekannten Komödienmuster und die Songs ansprechend genug, den Film auf Durchschnittsniveau anzuheben.
Virginia Graham schrieb im Evening Standard, es sei alles in Ordnung, bis auf die Tatsache, dass der Film genau der Formel aller Technicolor-Musicals folge.
Für Neil Dodson Russel vom St. Paul Recorder war der Film eine Hollywood-Rarität: ein Musical, das erstklassige Unterhaltung biete. Einer der Gründe dafür sei Doris Day, das erfrischendste, absolut hinreißendste Mädchen, das man seit langer Zeit gesehen habe.
Der Kritiker des TV Guide sah einen kompetent gefertigten und gut gespielten Film, der jedoch banal und weit unter dem Talent aller Beteiligten liege.